# Okenia rosacea
Okenia rosacea (MacFarland, 1905) è un mollusco nudibranchio della famiglia Goniodorididae.
Il nome deriva dal latino tardo rosaceus, cioè di rosa, per il colore rosa brillante.

## Distribuzione e habitat
Rinvenuta al largo della costa occidentale degli Stati Uniti, dall'Oregon alla penisola di Baja California.